# Medalha Felix Klein
A Medalha Felix Klein (em inglês:  Felix Klein Award) é uma medalha concedida bianualmente em anos ímpares pela Comissão Internacional de Instrução Matemática (ICMI) desde 2003, por conquistas em pesquisas sobre a didática matemática. É denominada em memória do presidente fundador da ICMI, o matemático Felix Klein.
Não confundi-la com o Prêmio Felix Klein.

## Recipientes
- 2003 Guy Brousseau
- 2005 Ubiratan D'Ambrosio
- 2007 Jeremy Kilpatrick
- 2009 Gilah Leder
- 2011 Alan Henry Schoenfeld
- 2013 Michèle Artigue
- 2015 Alan J. Bishop
- 2017 Deborah Loewenberg Ball
- 2019 Tommy Dreyfus[1]